# 云南英安航空

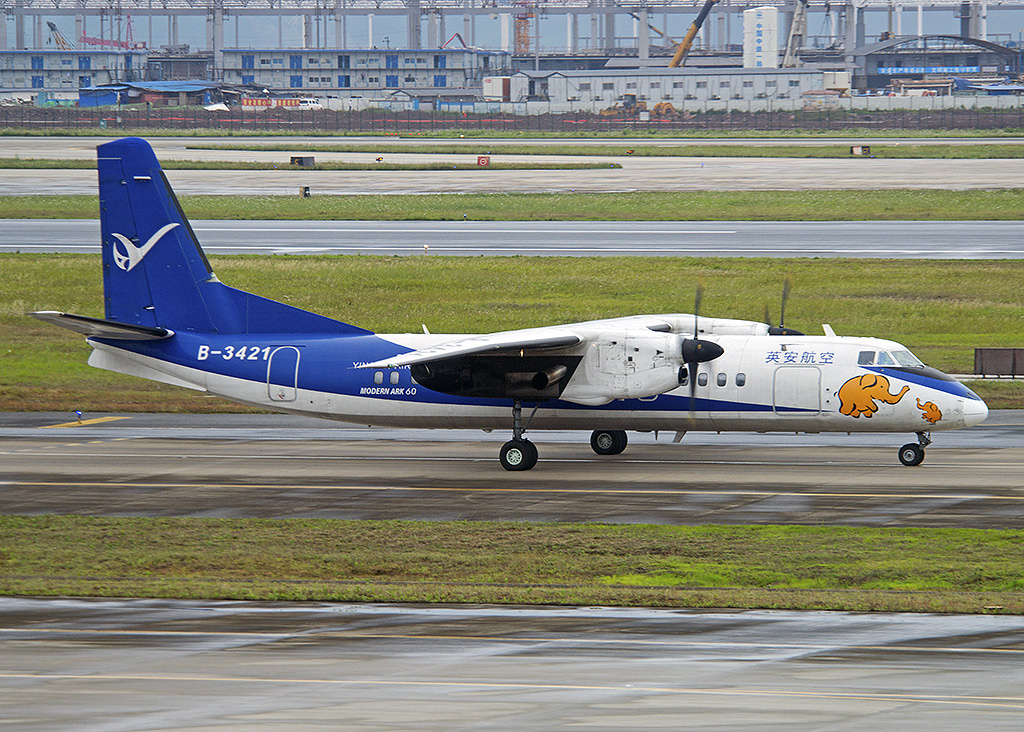
英安航空的新舟60在重庆江北国际机场

云南英安航空公司的前身是成立于2005年1月的云南英安通用航空公司，2005年10月引进两架国产运12E飞机，2006年3月15日获得CCAR-135部运行合格证，2006年3月23日运12E首航成功，2008年8月引进首架国产新舟MA60飞机，2010年8月12日获得CCAR121部公共运输航空运行合格证。
云南英安航空公司作为通用航空转变为公共运输航空的试点，于2011年3月开始筹建，由广东英安运输服务公司(56.33%)和自然人黎桂英(43.47%)合资组建，注册资本8068.8万元人民币，2011年12月15日获得CCAR-121部经营许可证，2013年6月设立荔波过夜基地，2013年12月18日新舟MA60飞机正式入驻荔波水尧机场，2014年3月20日获得CCAR121部公共运输航空运行合格证，2014年4月23日新舟MA60首航成功，2014年8月5日-22日新舟MA60飞机定期维检停航，8月23日起航班恢复正常。2015年12月8日，英安航空的公共航空运输企业经营许可证被注销。2017年2月28日，其航空承运人运行合格证被撤销。

## 机队
截止2014年1月英安航空的机队包括：
- 运12E：2架

## 航线
荔波 -　贵阳 -　重庆